# آنا لی (بازیگر)
آنا لی (انگلیسی: Anna Lee؛ ۲ ژانویهٔ ۱۹۱۳ – ۱۴ مهٔ ۲۰۰۴) هنرپیشه اهل بریتانیا بود.
از فیلم‌هایی که وی در آن نقش داشته است، می‌توان به چه بر سر بیبی جین آمد؟، اشک‌ها و لبخندها، معادن شاه سلیمان، چه سرسبز بود دره من، مردی که لیبرتی والانس را کشت، تلاش واپسین، دژ آپاچی، هفت گناهکار، روح و خانم مویر، ستاره، سواره‌نظام و ۷ زن اشاره کرد.